# Distretto di Parcona
Il distretto di Parcona è uno dei quattordici distretti della provincia di Ica, in Perù. Si trova nella regione di Ica e si estende su una superficie di 17,39  chilometri quadrati.